# Jeroen Delmee
Jeroen Petrus Maria Delmee (ur. 8 marca 1973 w Boxtel) – holenderski hokeista na trawie. Trzykrotny medalista olimpijski.
Występował w pomocy i obronie. W reprezentacji Holandii debiutował w 1994. Brał udział w cztery igrzyskach (IO 96, IO 00, IO 04, IO 08), trzy razy zdobywał medale: złoto 1996 i 2000 oraz srebro w 2004. Z kadrą brał udział m.in. w mistrzostwach świata w 1994 (srebro), 1998 (tytuł mistrzowski), 2002 (brąz) oraz kilku turniejach Champions Trophy i mistrzostw Europy. Łącznie rozegrał ponad 400 spotkań w reprezentacji, od 2000 pełnił funkcję kapitana zespołu. Był chorążym reprezentacji podczas ceremonii otwarcia na IO 08.